# Der Zithervirtuose
Der Zithervirtuose ist ein Kurzfilm von und mit Karl Valentin aus dem Jahr 1934. Es handelt sich dabei um eine vertonte Neuverfilmung des gleichnamigen Sketches, der bereits in dem Stummfilm Karl Valentin als Musikal-Clown von 1929 enthalten war. 

## Handlung
Der Zithervirtuose, Karl Valentin, wird von dem Ansager Adolf Gondrell nach einer humoristischen Einführung über die Zither auf die Bühne gebeten. Nach den üblichen valentinschen Missverständnissen (Valentin spielt Zither auf dem Zitherkoffer, da durch einen Disput mit dem Ansager der Zitherkoffer auf der Zither zu liegen kam) und einer belehrenden Erläuterung Valentins über die Aussprache seines Nachnamens will Valentin das Lied „Liebesperlen“ vortragen. Zwar könne er das Lied auswendig, zieht aber doch mehrere zerknüllte („zerwuzelte“) Notenblattfragmente aus seinen Taschen und drapiert sie umständlich ineinander geknüllt auf dem Zithertisch. Nach einer Prüfung der Stimmung seines Instrumentes mithilfe zweier Essgabeln (für das linke und rechte Ohr) kündigt er seinen Vortrag an mit den Worten: „Zum Vortrag gelangt: ‚Liebesperlen‘. Zithervortrag für Zither mit Zitherbegleitung“. Nach mehrmaligem Verspielen (Ansager: „Falsch!“, Valentin: „Das weiß ich schon selber!“) und einem Glissando auf der höchsten Saite seiner Zither, das erkennbar nicht dort endet, wo es enden sollte, misst er mit einem Meterstab sein Instrument nebst zerknüllen Notenblättern nach, wo der etwaige Fehler liegen könnte. Am Ende findet er in seinen „zerwuzelten“ Notenblättern das Auflösungszeichen einer Wiederholung nicht mehr und spielt diese Passage in einer Endlosschleife – unter stetiger Kontrolle seiner „zerwuzelten“ Notenblätter. Der Film schließt scheinbar mit dem Zuziehen des Vorhangs durch den Ansager, aber der Vorhang öffnet sich noch einmal und es ist der altersergraute Karl Valentin mit langem weißen Bart, der noch immer dieselbe Passage wiederholt, zu sehen.